# Etlingera sayapensis
Etlingera sayapensis är en enhjärtbladig växtart som beskrevs av Axel Dalberg Poulsen och Ibrahim. Etlingera sayapensis ingår i släktet Etlingera och familjen Zingiberaceae. Inga underarter finns listade i Catalogue of Life.